# Casa de Cervantes (Madrid)

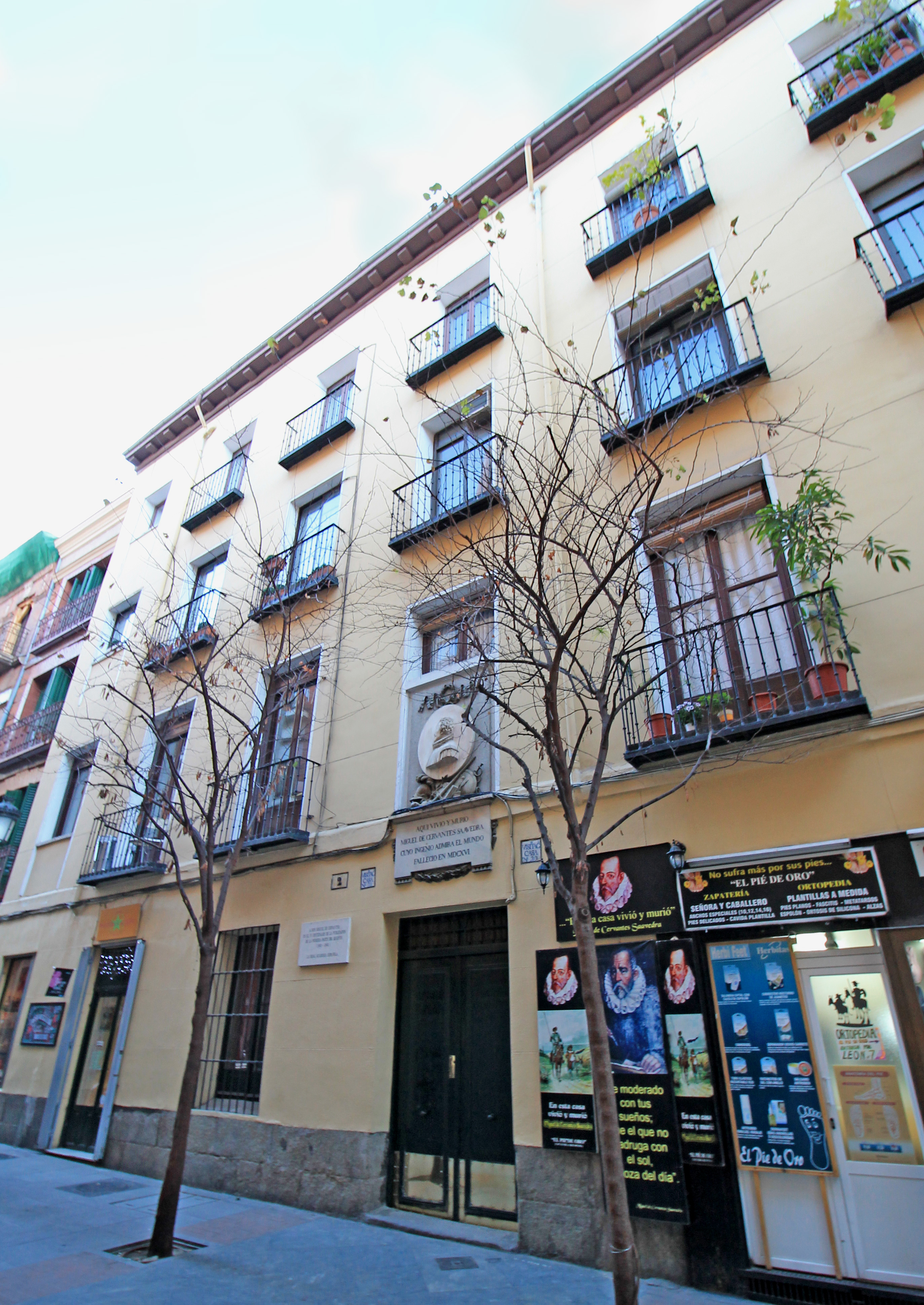
Edificio actual.

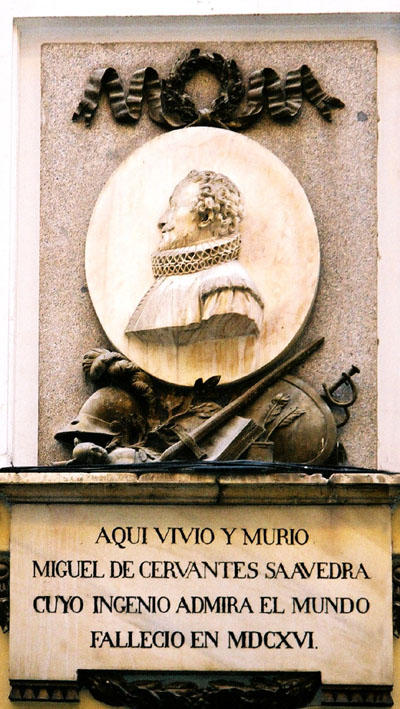
Relieve y lápida conmemorativos en la fachada.

El escritor español Miguel de Cervantes vivió  en Madrid en distintas casas. Se sabe que en 1567 era vecino de esta ciudad pues asistía a las clases del Estudio de la Villa cuyo director era por entonces el maestro Juan López de Hoyos.
En 1608 Cervantes regresó de nuevo a Madrid tras su estancia en Valladolid donde se había establecido durante seis años siguiendo a la corte de Felipe III. Se estableció entonces con su familia en el barrio de Atocha; hay constancia de que allí vivía en febrero de ese mismo año. En 1609 se mudó a la calle de la Magdalena y después a la calle del León, (llamada anteriormente calle del Mentidero). De allí, en 1612 se trasladó a la calle de las Huertas y después a la plazuela de Matute para finalmente ir a vivir otra vez a la calle del León, a una casa que hacía esquina con la calle de Francos. Todas estas calles conformaban lo que llegó a conocerse como barrio de las Musas, pues se puso de moda aquel entorno entre los escritores, actores y actrices del siglo XVII.
Murió Cervantes en esta última casa de la calle del León esquina con Francos, en la manzana 228. En el año 1833, el propietario del inmueble, don Luis Franco, quiso derribar la casa que estaba muy ruinosa, para edificar una de nueva planta. El 23 de abril de ese mismo año, en el momento en que se procedía al derribo de la casa en cuestión, Ramón de Mesonero Romanos escribió en el único periódico literario de la época un artículo en memoria del escritor y sobre el suceso del derribo. Dicho artículo llamó la atención del rey Fernando VII quien propuso que se suspendieran las obras para que el Estado comprase el inmueble. Pero el propietario no cedió de ninguna manera y el derribo se llevó a cabo. Una vez terminada la nueva construcción, cuya entrada ya no estaría por la calle del León sino por la de Francos, se puso en la fachada un relieve con el busto de Cervantes y una inscripción rememorando su estancia y muerte en aquel lugar. Poco después se cambió el nombre de la calle de Francos por el de calle de Cervantes.